# Campylocentrum crassirhizum
Campylocentrum crassirhizum är en orkidéart som beskrevs av Frederico Carlos Hoehne. Campylocentrum crassirhizum ingår i släktet Campylocentrum och familjen orkidéer. Inga underarter finns listade i Catalogue of Life.

## Bildgalleri

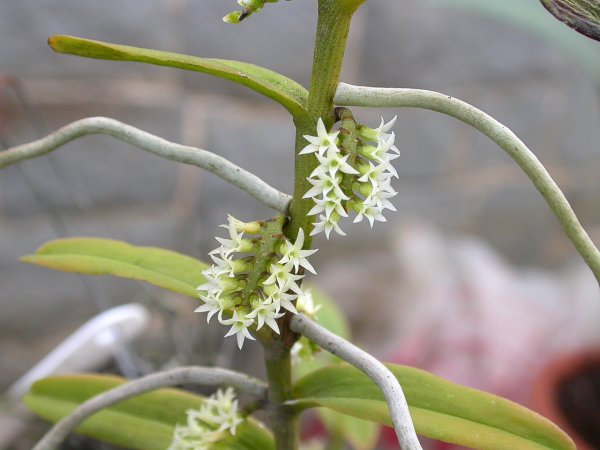
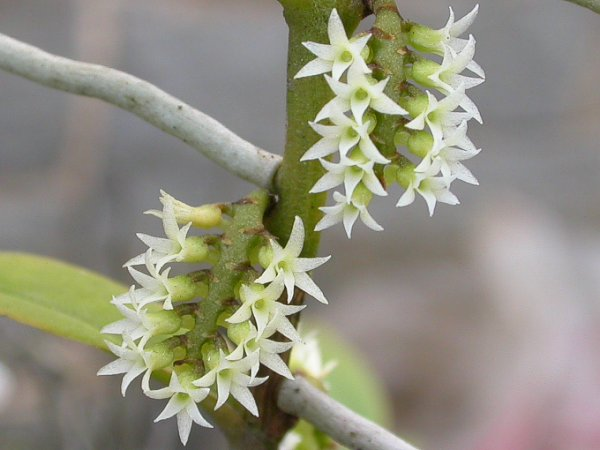
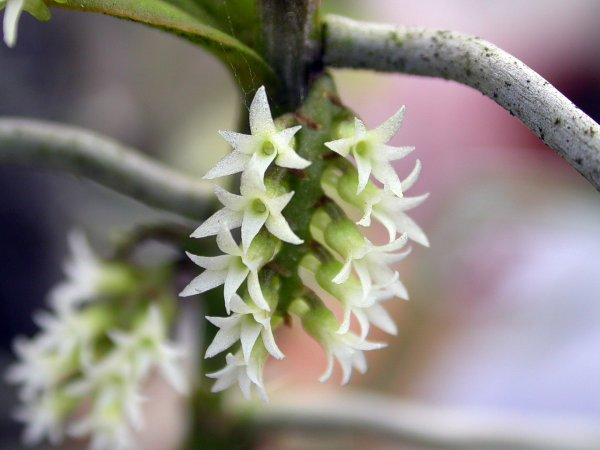
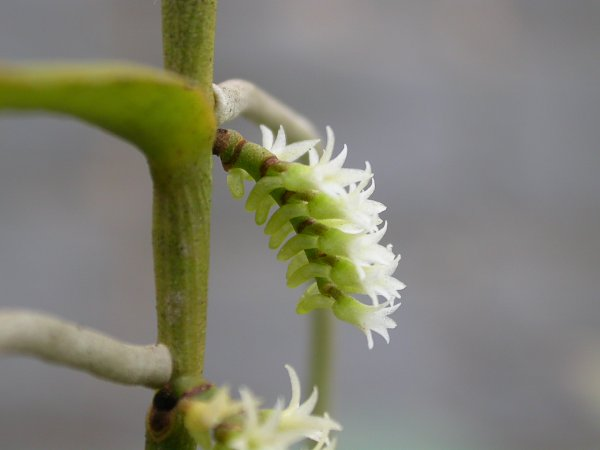
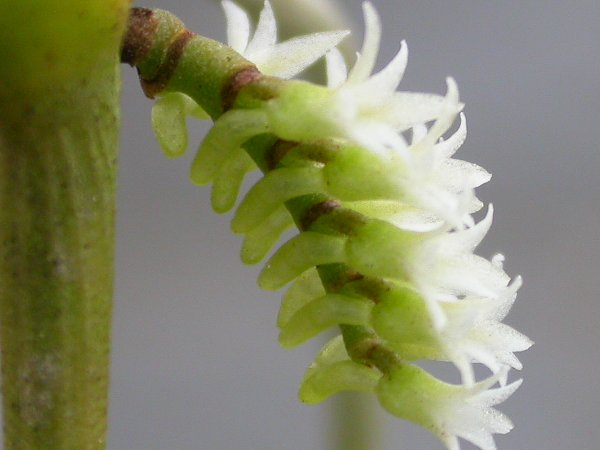